# إينوفيك
إينوفيك هي بلدة تقع في ولاية الأقاليم الشمالية الغربية،كندا.

## التاريخ
تم إنشاء إنوفيك في عام 1953 كمركز إداري بديل لقرية أكلافيك في غرب دلتا ماكنزي، حيث كانت الأخيرة عرضة للفيضانات وليس لديها مجال للتوسع، أُطلق عليها في البداية اسم أكلافيك الجديدة، ثم أعيدت تسميتها إنوفيك في عام 1958، وقد تم بناء المدرسة في عام 1959 وفي عام 1960 بدأ الناس في العيش  في المجتمع.
أصبحت إنوفيك قرية في عام 1967 ثم تحولت إلى مدينة كاملة في عام 1979 برئيس بلدية منتخب ومجلس وفي عام 1979 مع الانتهاء من طريق ديمبستر السريع أصبحت إنوفيك مرتبطة بنظام الطرق السريعة في كندا، في حين أن الطريق الجليدي الشتوي الوحيد عبر دلتا نهر ماكنزي لا يزال يربط إينوفيك بأكلافيك جنوب غرب إنوفيك لم يعد الطريق الجليدي الشتوي الوحيد الذي يمتد شمال شرق توكتوياكتوك يتم بناؤه بسبب افتتاح طريق إينوفيك توكتوياكتوك السريع والذي  افتتح في نوفمبر 2017 وهو مفتوح طوال العام.